# 湯淺町
湯淺町（日语：／ Yuasa chō */?）是位於日本和歌山縣北部沿海的行政區劃，為日本的醬油發源地。主要市區位於廣川的北岸，位於廣川出海口的湯淺廣港也是個天然的良港。本地氣候由於受到黑潮的影響較為溫暖，適合生產柑橘，也因此過去有田地區的橘子大都透過此地從海運送往日本各地。

## 人口
| 湯淺町人口分布圖 |                                               |  |
| 湯淺町與日本全國年齡別人口分布比較圖 （2005年資料） | 湯淺町的年齡、男女別人口分布圖 （2005年資料） |  |
| ■紫色是湯淺町 ■綠色是全国 | ■藍色是男性 ■紅色是女性                       |  |
| 湯淺町人口變化 \| 1970年 \| 16,833人 \| \| \| 1975年 \| 16,768人 \| \| \| 1980年 \| 17,037人 \| \| \| 1985年 \| 17,171人 \| \| \| 1990年 \| 16,525人 \| \| \| 1995年 \| 16,067人 \| \| \| 2000年 \| 15,410人 \| \| \| 2005年 \| 14,742人 \| \| \| 2010年 \| 13,210人 \| \| \| 2015年 \| 11,122人 \| \| \| 2020年 \| 11,117人 \| \| |                                               |  |
| 資料來源：日本總務省統計中心提供之人口普查數據 |                                               |  |
| 1970年 | 16,833人                                      |  |
| 1975年 | 16,768人                                      |  |
| 1980年 | 17,037人                                      |  |
| 1985年 | 17,171人                                      |  |
| 1990年 | 16,525人                                      |  |
| 1995年 | 16,067人                                      |  |
| 2000年 | 15,410人                                      |  |
| 2005年 | 14,742人                                      |  |
| 2010年 | 13,210人                                      |  |
| 2015年 | 11,122人                                      |  |
| 2020年 | 11,117人                                      |  |

## 歷史
過去在令制國時代屬於紀伊國有田郡。
在9世紀至12世紀的平安時代期間，本地由湯淺氏所控制，並建立湯淺城，也因此得到了「湯淺」的地名。
此後由於熊野三山成為信仰的中心，由於湯淺位於前往熊野三山的紀伊路上，大量前往的信徒使得湯淺成為路途上住宿的城鎮而開始繁榮。
據說13世紀時法燈圓明在從中國修行返回日本後，在湯淺附近的興國寺擔任住持，試圖自行製造在中國径山寺曾見過的味噌，而發展出了金山寺味噌，同時也意外地製造出了醬油；後來將製作醬油的方法教授給湯淺的居民，湯淺也成為日本最早開始生產醬油的地方 
。
江戶時代為紀州藩的領地，又因為湯淺為適合船隻出入的港口，加上醬油產業的成功及周邊橘子種植規模的擴大，成為紀州藩內的商業城市。
19世紀末明治維新後屬於和歌山縣；1889年日本實施町村制，現在的湯淺町轄區南部即設立為湯淺村，但北部在當時屬於田栖川村。湯淺村在1896年升格為湯淺町，1956年田栖川村併入湯淺町後，組成了現在的湯淺町。

### 變遷表
| 1889年4月1日 | 1889年 - 1912年            | 1912年 - 1944年            | 1945年 - 1954年            | 1955年 - 1989年            | 1989年 - 現在 | 現在   |
| ------------ | -------------------------- | -------------------------- | -------------------------- | -------------------------- | ------------- | ------ |
| 田棲川村     | 田棲川村                   | 田棲川村                   | 田棲川村                   | 1956年3月31日 併入湯淺町   | 湯淺町        | 湯淺町 |
| 湯淺村       | 1896年6月22日 改制為湯淺町 | 1896年6月22日 改制為湯淺町 | 1896年6月22日 改制為湯淺町 | 1896年6月22日 改制為湯淺町 | 湯淺町        | 湯淺町 |

## 交通

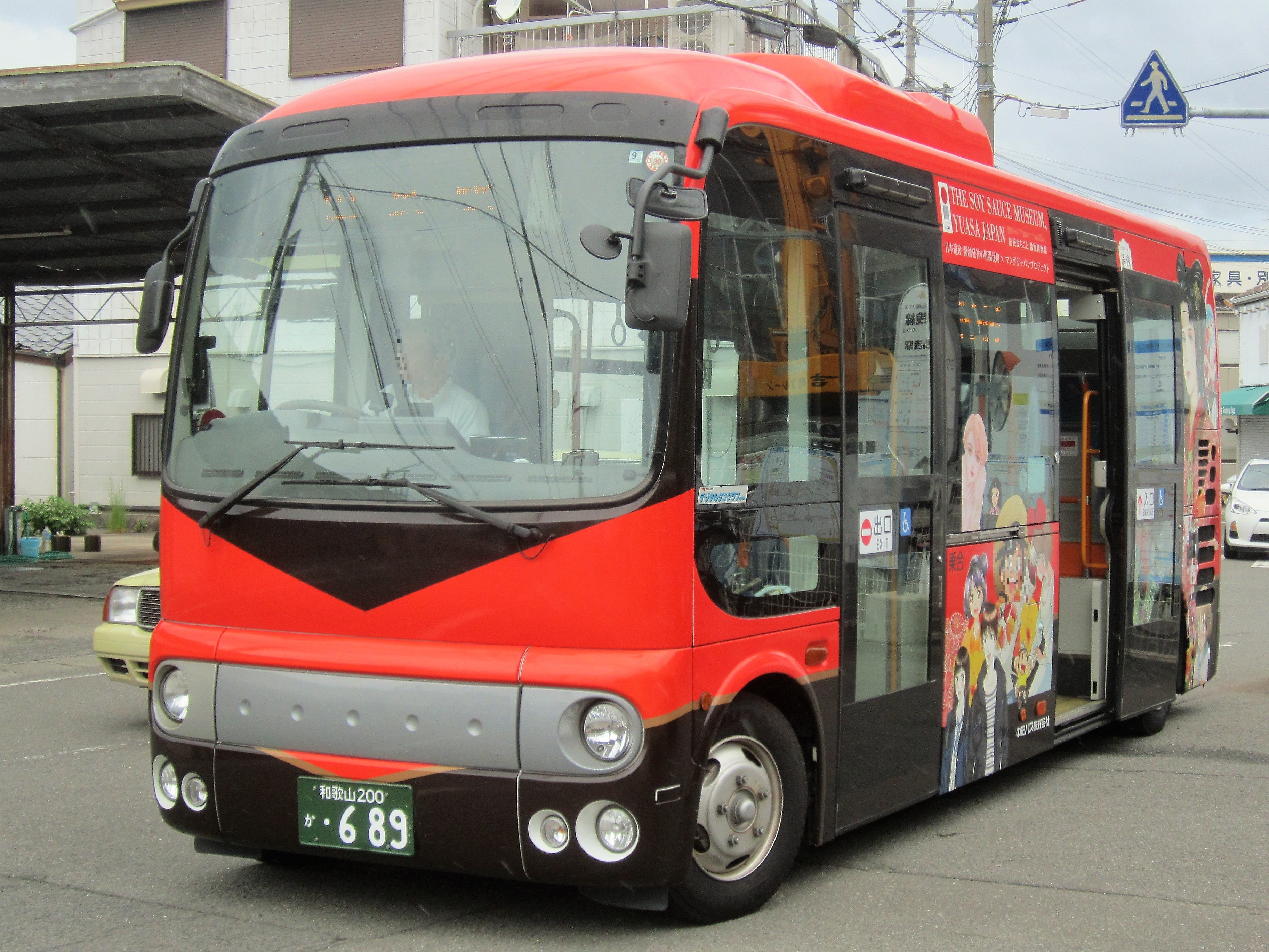
停靠在湯淺車站前的中紀巴士的車輛

西日本旅客鐵道紀勢本線以南北向穿過湯淺町的主要市區，在市區內並設有湯淺車站。
轄內的客運路線則由中紀巴士和御坊南海巴士所經營。

### 鐵路
- 西日本旅客鐵道
  - 紀勢本線：（←廣川町） - 湯淺車站 - （有田川町→）

### 公路
高速公路
- 阪和自動車道：（有田川町） - 湯淺交流道 - （廣川町）

## 觀光資源

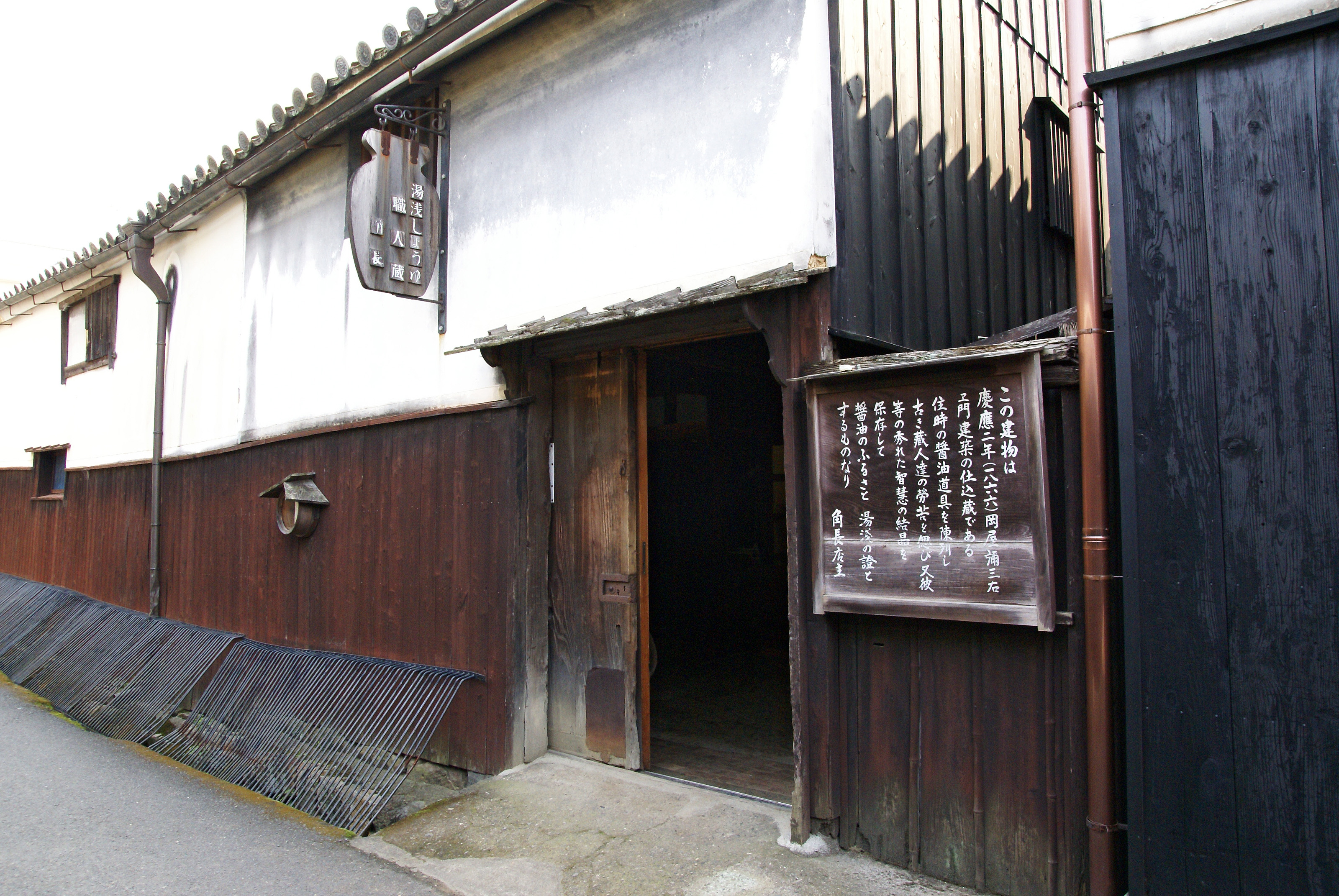
湯淺醤油角長的職人藏

市區內的湯淺地區由於自13世紀以來就以釀造醬油及味噌而繁榮，至今仍有自江戶時代保存至今的建築及釀造設施，因此在2006年以「釀造町」的種類被列為日本重要傳統的建造物群保存地區，其中的醬油釀造廠角長更是自19世紀中所創立的，現在也開設有角長醤油職人藏、角長醤油資料館對外展示相關資料。

## 外部連結
- （日語） 湯淺町觀光指引 （页面存档备份，存于）
- （日語）（英文） YouTube上的湯淺町公所頻道